# KBS 뉴스 7 전남 동부
《KBS 뉴스 7 전남 동부》는 월요일 ~ 수요일, 금요일 저녁 7시 30분에 KBS순천 1TV로 방송되었던 한국방송공사의 뉴스 프로그램이다.

## 앵커
- 이주희 아나운서

## 경쟁 지역뉴스 프로그램
- 5 MBC 뉴스 전남동부권 (여수MBC)
- kbc 저녁뉴스 (kbc TV)